# Marťan (film)

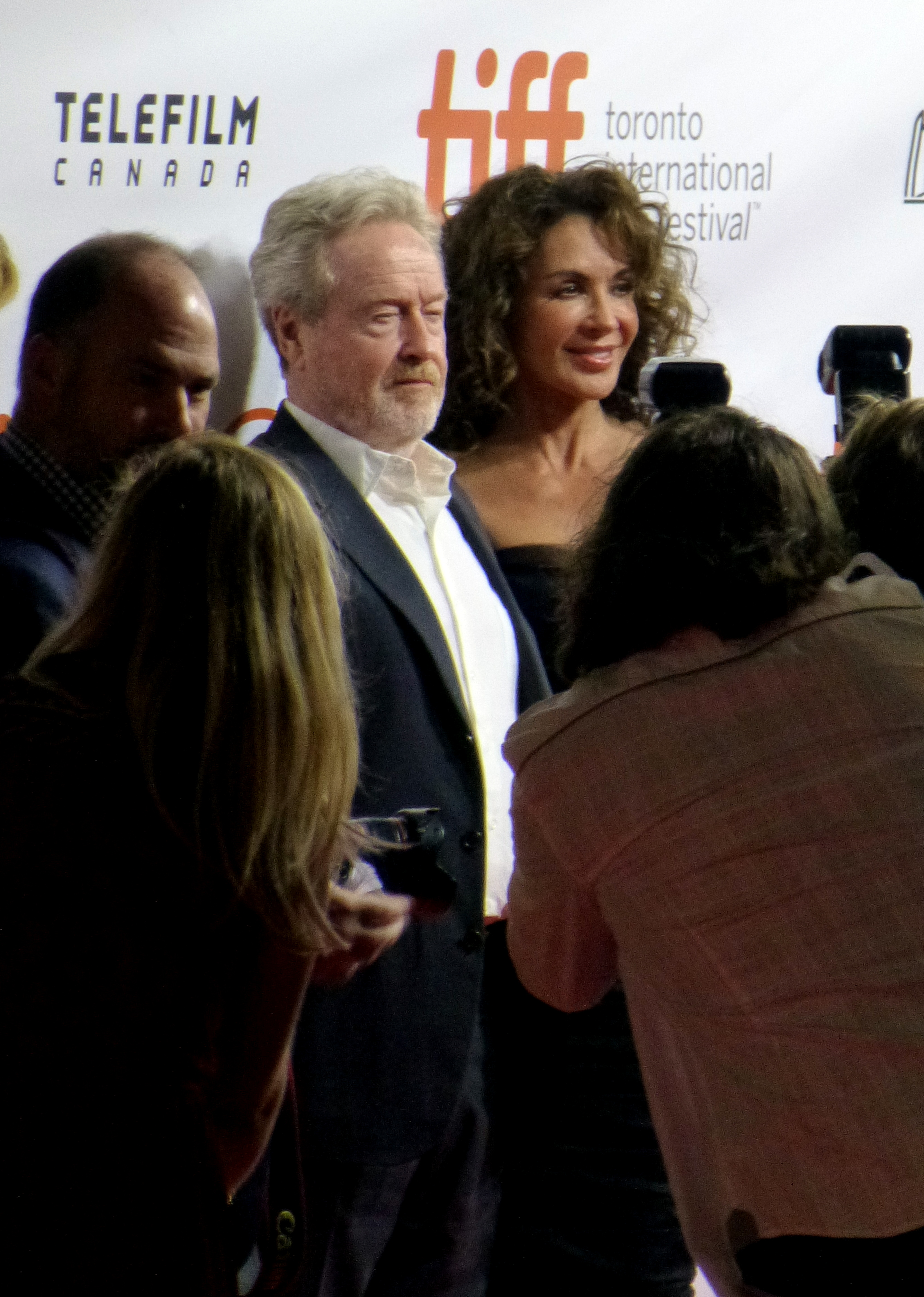
Ridley Scott na premiéře

Marťan (v anglickém originále The Martian) je americký sci-fi film z roku 2015 režiséra Ridleyho Scotta. Jedná se adaptaci románu Marťan vydaného roku 2011, který pro filmové plátno převedl scenárista Drew Goddard. V USA byl film do kin uveden 2. října 2015, v Česku měl premiéru o den dříve.

## Děj

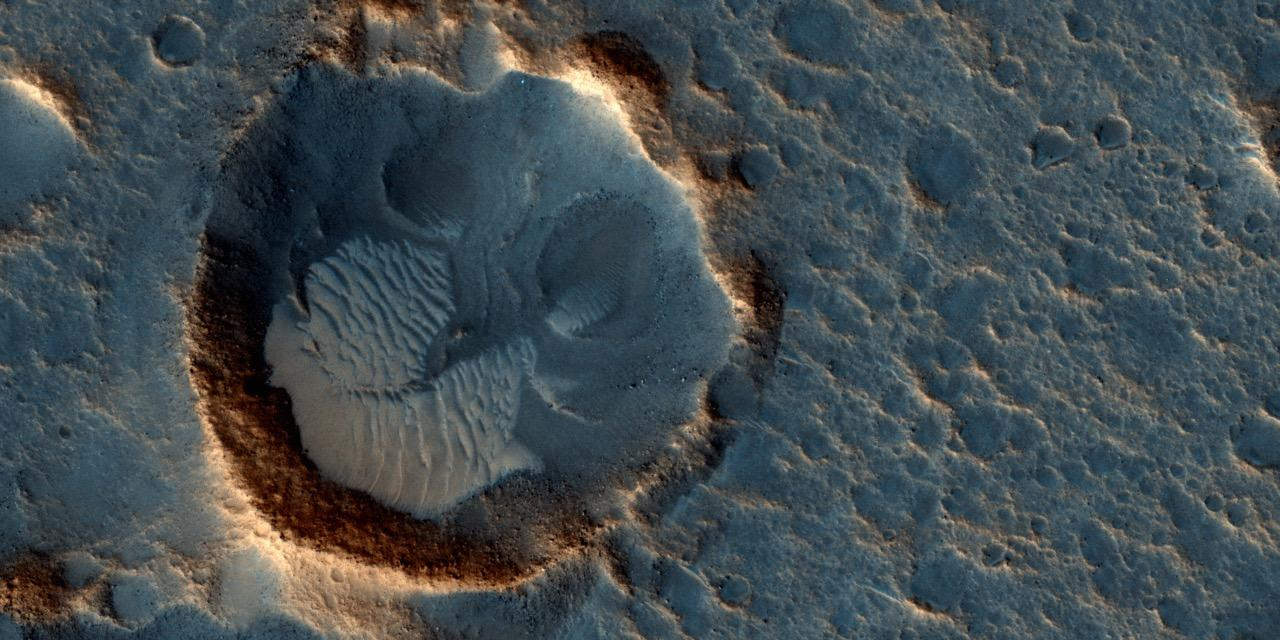
Místo přistání mise Ares III – region Acidalia Planitia na Marsu

Hlavní postavou filmu je astronaut z NASA Mark Watney (Matt Damon), který se v roce 2035 vydal spolu s dalšími astronauty na misi Ares III, jejímž cílem je planeta Mars. Tam málem zahynul během prašné bouře. Ostatní členové týmu planetu opustili a zprvu se domnívali, že je Mark již mrtvý. Ten ale žije a zůstává na planetě sám, k dispozici má pouze skromné zásoby, a proto využívá veškeré svoje schopnosti, důvtip a znalosti odborné i technické, aby přežil – důležitou roli hraje hrdinova pozitivní a optimistická povaha – a vymyslel způsob, jak vyslat signál na Zemi; to se mu nakonec podaří a NASA pracuje na plánu, jak dostat Marka zpět domů. Členové jeho původní posádky se ho se svou vesmírnou stanicí Hermes vydají zachránit, což však není jednoduché.

## Obsazení
| Matt Damon (dabing Marek Holý)                      | Mark Watney, botanik mise Ares 3            |
| Jessica Chastainová (dabing Klára Sochorová)        | Melissa Lewisová, velitelka mise            |
| Kristen Wiigová (dabing Petra Hanžlíková-Tišnovská) | Annie Montroseová                           |
| Jeff Daniels (dabing Jiří Štěpnička)                | Teddy Sanders, ředitel NASA                 |
| Michael Peña (dabing Jiří Ployhar)                  | Rick Martinez, člen mise                    |
| Sean Bean (dabing Zdeněk Maryška)                   | Mitch Henderson, letový ředitel mise Ares 3 |
| Kate Mara (dabing Anna Brousková)                   | Beth Johanssenová, členka mise              |
| Sebastian Stan (dabing Vojtěch Hájek)               | Chris Beck, člen mise                       |
| Aksel Hennie (dabing Jiří Krejčí)                   | Alex Vogel, člen mise                       |
| Chiwetel Ejiofor (dabing Bohdan Tůma)               | Vincent Kapoor, vedoucí misí NASA na Mars   |
| Mackenzie Davisová (dabing Petra Hobzová)           | Mindy Parková                               |
| Donald Glover (dabing Michal Holán)                 | Rich Purnell, expert na astrodynamiku       |
| Benedict Wong (dabing Libor Terš)                   | Bruce Ng, ředitel JPL                       |

Dále ve filmu hrají:
- Harry Gregson-Williams
- Naomi Scott
- Lili Bordán
- Nick Mohammed

## Přijetí
| „                                                | Film Marťan natočil podle stejnojmenné knihy Andyho Weira režisér Ridley Scott a je to: 1) jeho nejlepší film za posledních cca 20 let, 2) jeho nejvtipnější film vůbec. Tudíž: Hurá! | “ |
| — František Fuka, FFFilm.name 1. října 2015 90 % | |   |

| „                                              | Scott vypráví ukázněně, vůči knize oddaně, bez ornamentů. Bravurně mu vychází hra se světlem, s detaily ohrožení a ve finále závratný tanec na laně jako v přímém přenosu. Občas však film podlehne sklonům k melodramatu, okatě zdůrazňuje čínský motiv a na rozdíl od střízlivější knihy neví, kdy skončit. | “ |
| — Mirka Spáčilová, iDNES.cz 1. října 2015 70 % | |   |

| „                                              | Těžko se může Scott s Marťanem řadit do sci-fi síně slávy, když se mu úplně nedaří vytvářet napětí. Zkušený filmař natočil film, který, po přehnaně ambiciózním a vypravěčsky nedotaženém Prometheovi, stojí pevně na zemi (na té marsovské) a působí hlavně jako oddechová zábava, která se nebere příliš vážně. To mimo jiné dokazuje také rozverný soundtrack. | “ |
| — Michal Polák, Aktuálně.cz 1. října 2015 70 % | |   |

| „                                                  | Jeho [Scottova] sci-fi novinka se tentokrát zřekla olbřímích ambicí, je to taková přítulná a vřelá dobrodružná pohoda, někde na půl cesty mezi Kontaktem, Trosečníkem a Populární mechanikou pro děti. […] Sofistikovaná, ale velmi účinná vyprávěcí struktura, která kombinuje záznamy z lodních deníků, Damonovo kutilství, diplomacii a brainstormingy na Zemi i všelijaké pokusy vzájemně se spojit a pomoct si z bryndy, funguje na výbornou. […] Marťan není přelomovou vesmírnou výpravou, není revoluční prakticky v žádném ohledu. Je ale perfektně vybroušeným hollywoodským dobrodružstvím, které starosvětsky vzývá sílu a vynalézavost člověka […] | “ |
| — Petr „Cival“ Cífka, MovieZone 1. října 2015 8/10 | |   |

| „                                              | Marťan […] směřuje napříč konkrétním časoprostorem k cíli každého dobrého filmu – vyprávění, které můžeme spolu s hrdinou s chutí prožívat, ať je jakkoli velké a neuvěřitelné | “ |
| — Alena Prokopová, Lidové noviny 1. října 2015 | |   |

| „                                        | Bez pochyb jde o nejvelkolepější film o botanice, který kdy vznikl. A také o nejlepší film režiséra Ridleyho Scotta za dlouhou dobu. […] Zdaleka není tak okázalý z hlediska designu jako v Prometheovi, ale už dlouho žádný Scottův film neměl takové tempo a nebyl vyprávěn s takovou lehkostí. […] Jedním z nejchytřejších rozhodnutí talentovaného scenáristy Drewa Goddarda bylo vyprávět příběh o přežití na nehostinném místě jako odlehčenou a radostnou zprávu o schopnostech vědy a vědců, nikoli jako klasický klaustrofobní thriller. […] Možná nikdy nebyl na vědu ve filmu tak hezký pohled obzvlášť na tu, co pracuje s výkaly. Matt Damon za hrabání se ve vlastních exkrementech s velkou pravděpodobností dostane oscarovou nominaci. | “ |
| — Tomáš Stejskal, iHNed.cz 2. října 2015 | |   |

| „                                           | Navzdory stopáži máte pocit, že snímek jede, nemá hluchá místa, nefilozofuje, ale baví a navozuje očekávání, co se podělá příště a jak to Mark zmákne. […] Marťan, který přišel na necelých sto deset milionů dolarů, jede na vlně současných kvalitních sci-fi, jichž není mnoho, jako je Nolanův Interstellar nebo Cuarónova Gravitace. Je to podařená rodinná sci-fi, zábavná, inteligentní a profesionálně odvedená, neboť Ridley Scott evidentně ví, co chce i jak toho dosáhnout. | “ |
| — Michal Šobr, Česká televize 4. října 2015 | |   |

## Vědecká přesnost
Když Weir psal román Marťan, snažil se vědecké aspekty prezentovat správně a využíval zpětnou vazbu, aby dosáhl co největší přesnosti. Když se Scott ujal režie filmu, usiloval také o jeho realistické ztvárnění a získal pomoc od Jamese L. Greena, ředitele Divize planetárních věd v Ředitelství vědeckých misí NASA. Green sestavil týmy, aby odpovídaly na Scottovy vědecké otázky.